# Fasainey Dumbuya
Fasainey Dumbuya (* ?) war Landwirtschaftsminister (englisch Secretary of State for Agriculture and Natural Resources) des westafrikanischen Staates Gambia.
Im Januar 1999 wurde er ins Kabinett von Gambia von Präsident Yahya Jammeh berufen und löste Musa Mbenga in diesem Amt ab. 2000 gab Mbenga das Amt an Hassan Sallah ab.
| Vorgänger   | Amt                                          | Nachfolger    |
| ----------- | -------------------------------------------- | ------------- |
| Musa Mbenga | Landwirtschaftsminister von Gambia 1999–2000 | Hassan Sallah |

| Personendaten    | Personendaten        |
| ---------------- | -------------------- |
| NAME             | Dumbuya, Fasainey    |
| KURZBESCHREIBUNG | gambischer Politiker |
| GEBURTSDATUM     | 20. Jahrhundert      |
| GEBURTSORT       | Gambia               |